# 스파이크 (기업)
스파이크(일본어: スパイク)는 일본의 비디오 게임 개발사이자 배급사였다. 대부분의 직원은 휴먼 엔터테인먼트의 일부였다. 휴먼의 《파이어 프로레슬링 시리즈》는 휴먼이 운영을 중단한 후 스파이크에 인수되었다. 2012년 4월, 회사는 춘소프트와 합병하여 스파이크 춘소프트가 되었다.

## 게임

### 스파이크 배급
- 428 ~봉쇄된 시부야에서~
- 극한탈출 9시간 9명 9의 문
- 불가사의 던전 떠돌이 시렌 3: 가라쿠리 저택의 잠자는 공주
- 불가사의 던전 떠돌이 시렌 4: 신의 눈과 악마의 배꼽
- 단간론파 희망의 학교와 절망의 고교생

### 지역화
- 툼 레이더: 레전드
- 콜 오브 듀티 3
- 바이오쇼크
- 툼레이더: 애니버서리
- 케인 앤 린치: 데드맨
- 더 다크니스 (비디오 게임)
- 툼 레이더: 언더월드
- 배틀스테이션: 퍼시픽
- 원티드: 운명의 무기
- 메트로 2033 (비디오 게임)
- 홈프론트 (비디오 게임)
- 데드 아일랜드
- 드래곤 에이지: 오리진스